# Amata paradelpha
Amata paradelpha är en fjärilsart som beskrevs av Turner 1905. Amata paradelpha ingår i släktet Amata och familjen björnspinnare. Inga underarter finns listade i Catalogue of Life.